# Papilio maesseni
Papilio maesseni är en fjärilsart som beskrevs av Berger 1974. Papilio maesseni ingår i släktet Papilio och familjen riddarfjärilar. Inga underarter finns listade i Catalogue of Life.